# Kono bidzsucubu ni va mondai ga aru!
A Kono bidzsucubu ni va mondai ga aru! (この美術部には問題がある！; Hepburn: Kono Bijutsubu ni wa Mondai ga aru!; angol címén This Art Club Has a Problem!) japán mangasorozat, amelyet Imigimuru írt és illusztrált. A sorozat az ASCII Media Works Dengeki Maoh szeinen magazinjában jelent meg először 2012 decemberében. Az animeadaptációt a Feel készíti, amit 2016 júliusától sugároz a TBS, a CBC, a SUN és a BS-TBS csatorna.

## Szereplők

### Főszereplők
Usami Mizuki (宇佐美 みずき; Hepburn: Mizuki Usami)
Szinkronhangja: Ari Ozawa  (japán)
A sorozat lány főszereplője és a klub egyetlen tagja, aki valóban a klub tevékenységét végzi.
Uchimaki Subaru (内巻 すばる; Hepburn: Subaru Uchimaki)
Szinkronhangja: Yūsuke Kobayashi  (japán)
Tehetséges portrérajzoló, a klub egyik fiú tagja. Nem érdeklik a 3D-s lányok, csakis a tökéletes 2D-s feleség megrajzolása hajtja.
Colette (コレットさん; Hepburn: Koretto-san)
Szinkronhangja: Sumire Uesaka  (japán)
Alsóbbéves tanuló és a művészeti klub tagja, aki csak 6-7 éve él Japánban.
A klub elnöke (部長; Hepburn: Buchō)
Szinkronhangja: Kentarō Tone  (japán)
Harmadéves tanuló és a művészeti klub elnöke. A foglalkozásokon általában csak alszik a kanapén.
Imari Maria (伊万莉まりあ; Hepburn: Imari Maria)
Szinkronhangja: Nao Tōyama  (japán)
Cserediák Subaru osztályában, aki hamar népszerű lesz külseje miatt.
Yumeko Tachibana (立花 夢子; Hepburn: Tachibana Yumeko)
Szinkronhangja: Nana Mizuki  (japán)
A művészeti klub felügyelője, habár nem ért sokat a művészetekhez.

### Egyéb szereplők
Nonoka (ののか)
A klub elnökének gyerekkori barátja, aki gyakran flörtöl vele, illetve „Yō-chan”-nak hívja őt.
Koyama
Szinkronhangja: Hirohiko Kakegawa  (japán)
A művészeti klub tanácsadója.
Kaori Ayase
Szinkronhangja: Sora Tokui  (japán)
Sayaka Honda
Szinkronhangja: Chiaki Shimogama  (japán)
Ryōko Kunigawa
Szinkronhangja: Kana Marutsuka  (japán)
Moeka
Szinkronhangja: Aimi Tanaka  (japán)
Shizuka
Szinkronhangja: Mikako Komatsu  (japán)
Magical Ribbon
Szinkronhangja: Ayane Sakura  (japán)

## Média

### Manga
A sorozatot Imigimuru írta és illusztrálta és az ASCII Media Works Dengeki Maoh magazinjában jelent meg először 2012 decemberében. A sorozat első tankóbon kötete 2013. május 27-én, a hatodik kötete pedig 2016. június 27-én jelent meg.

### Anime
A 12 részes animeadaptációt a Feel készíti, a premier 2016. július 7-én volt. A nyitó főcímdal Mizuki Nana Starting Now! című dala, a záró főcímdal Ueszaka Szumire Koiszuru zukei (cubic futurismo) című dala. A sorozat meg fog jelenni hat Blu-ray és DVD összeállításban 2016. szeptember 28-a és 2017. február 22-e között.